# Coccinelle à quatorze points
Calvia quatuordecimguttata
Espèce
La Coccinelle à quatorze points (Calvia quatuordecimguttata) est une espèce d'insectes coléoptères de la famille des coccinelles.

## Description
Longue de 4,5 à 6 mm, elle est de couleur orangée ou noirâtre à 14 points blancs (d'où son nom) avec des yeux noirs proéminents.

## Alimentation
L'adulte (visible d'avril à septembre) se nourrit comme sa larve de psylles et de pucerons qu'ils trouvent sur les arbres à feuilles caduques.

## Galerie

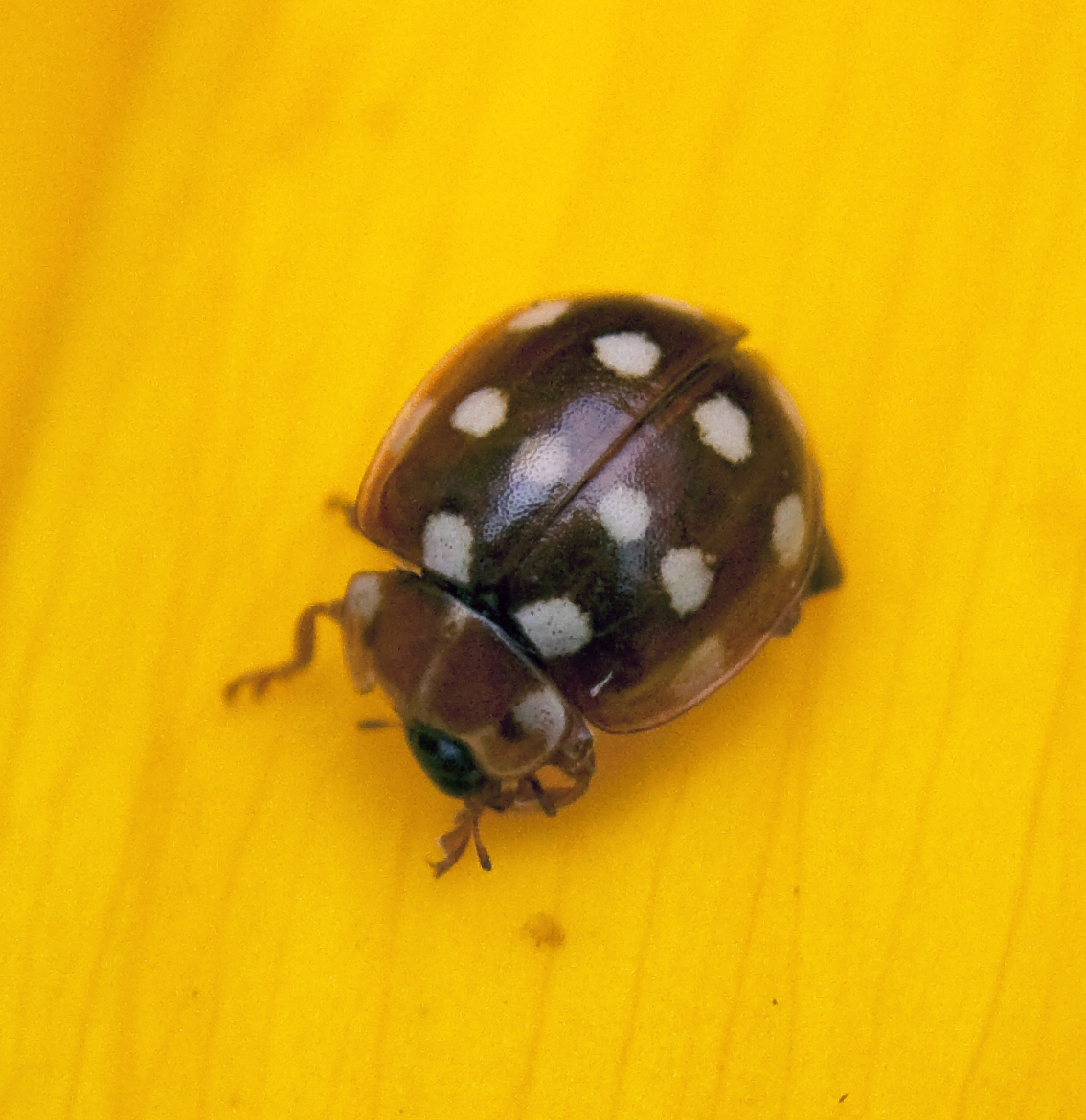
Forme noirâtre